# Corysanthes
Corysanthes é um género botânico pertencente à família das orquídeas (Orchidaceae).